# محمد بنيان
محمد بنيان الخالدي، لاعب كرة قدم كويتي سابق من مواليد 1971، لاعب نادي القادسية الكويتي ولعب مع منتخب الكويت لكرة القدم 55 مباراة دولية، وفاز مع منتخب الكويت لكرة القدم في كأس الخليج 1996 وكأس الخليج 1998، وهو الاخ الأكبر للاعب ناصر بنيان.

## بداياته
بدأ محمد بنيان مشواره الرياضي في العام 1985 في نادي القادسية وتدرج في المراحل السنية حتى وصل الفريق الأول، حينها اكتشف موهبته المدرب صالح زكريا، وأشركه في أول مباراة له في موسم 1987/1988 أمام نادي الفحيحيل في الدوري الكويتي، وانتهت المباراة بفوز نادي القادسية الكويتي 4-1.

## اعتزاله
أقيمت مباراة اعتزاله أمام نادي الزمالك المصري في 11 مارس 2004، وانتهت بفوز نادي الزمالك 2-1.